# Radical 186
Le radical 186, qui signifie aromatique, est un des 11 des 214 radicaux chinois répertoriés dans le dictionnaire de Kangxi composés de neuf traits.
Le caractère Unicode de 香 est 9999.

## Caractères avec le radical 186
| nombre de traits          | caractères |
| ------------------------- | ---------- |
| Sans trait supplémentaire | 香         |
| 4 traits supplémentaires  | 馚         |
| 5 traits supplémentaires  | 馛 馜 馝   |
| 7 traits supplémentaires  | 馞 馟 馠   |
| 8 traits supplémentaires  | 馡 馢 馣   |
| 9 traits supplémentaires  | 馤 馥      |
| 10 traits supplémentaires | 馦 馧      |
| 11 traits supplémentaires | 馨         |
| 12 traits supplémentaires | 馩         |
| 14 traits supplémentaires | 馪         |
| 18 traits supplémentaires | 馫         |